# Eteri Tutberidze
Eteri Gueórguievna Tutberidze (en ruso: Этери Георгиевна Тутберидзе; Moscú, 24 de febrero de 1974) es una entrenadora georgiano-rusa de patinaje artístico sobre hielo que trabaja principalmente con patinadoras individuales. Es entrenadora jefe del club de patinaje Sambo 70 de Moscú. Ha entrenado a varias campeonas mundiales y olímpicas. En el año 2020 ha fue nombrada la mejor entrenadora de Patinaje artístico del mundo por la Unión Internacional de Patinaje sobre Hielo.

## Biografía
Tutberidze nació en Moscú, tiene ascendencia georgiana, armenia y rusa; su madre fue ingeniera del Ministerio de Agricultura de Rusia y su padre trabajó como metalúrgico en la Fábrica Lijachov y es la menor de cinco hermanos. Comenzó a patinar a los 4 años con aspiraciones profesionales y, aun siendo una niña, sufrió una grave lesión de espalda pero no permitió que frenase su carrera. Su formación corrió a cargo de la organización leninista de los Jóvenes Pioneros, una organización equivalente a los Boy Scouts en la URSS que promovía valores cívicos a través del deporte y la naturaleza.
Estudió en la Academia de Educación Física de Malájovka y recibió un grado de coreógrafa del Instituto Contemporáneo de Arte, pasó seis años en Estados Unidos viviendo en ciudades como Oklahoma, Los Ángeles y San Antonio. Tiene una hija llamada Diana Davis, que nació en enero de 2003 en Las Vegas, y forma parte del equipo nacional de Rusia 2019 en la categoría Junior de Danza sobre Hielo

## Trayectoria
Tutberidze comenzó a patinar a la edad de 4 años y medio, guiada por Yevguenia Zélikova y Edouard Pliner, pasó al estilo de patinaje en danza donde fue entrenada por Lidia Kabánova durante dos años. Tiempo después fue entrenada por Gennady Akkerman durante 3 años. Durante la temporada 1991-1992 Tutberidze entrenó con Tatiana Tarásova hasta decidir hacer shows sobre hielo, apareció como pareja de Nikolái Apter en varias giras de eventos durante varios años, además trabajó como entrenadora en San Antonio, Texas. Al regresar a Rusia, fue entrenadora en varios establecimientos rusos de patinaje, incluyendo un ring de hockey sobre hielo, que permitía en tiempo libre usarlo para los patinadores artísticos. Tutberidze está establecida en el club de patinaje Sambo 70 en Moscú, formó un equipo junto al especialista técnico Serguéi Dudakov, el coreógrafo Daniil Gleichenhaus, entre muchos otros profesores y auxiliares de patinaje artístico. 

### Alumnos

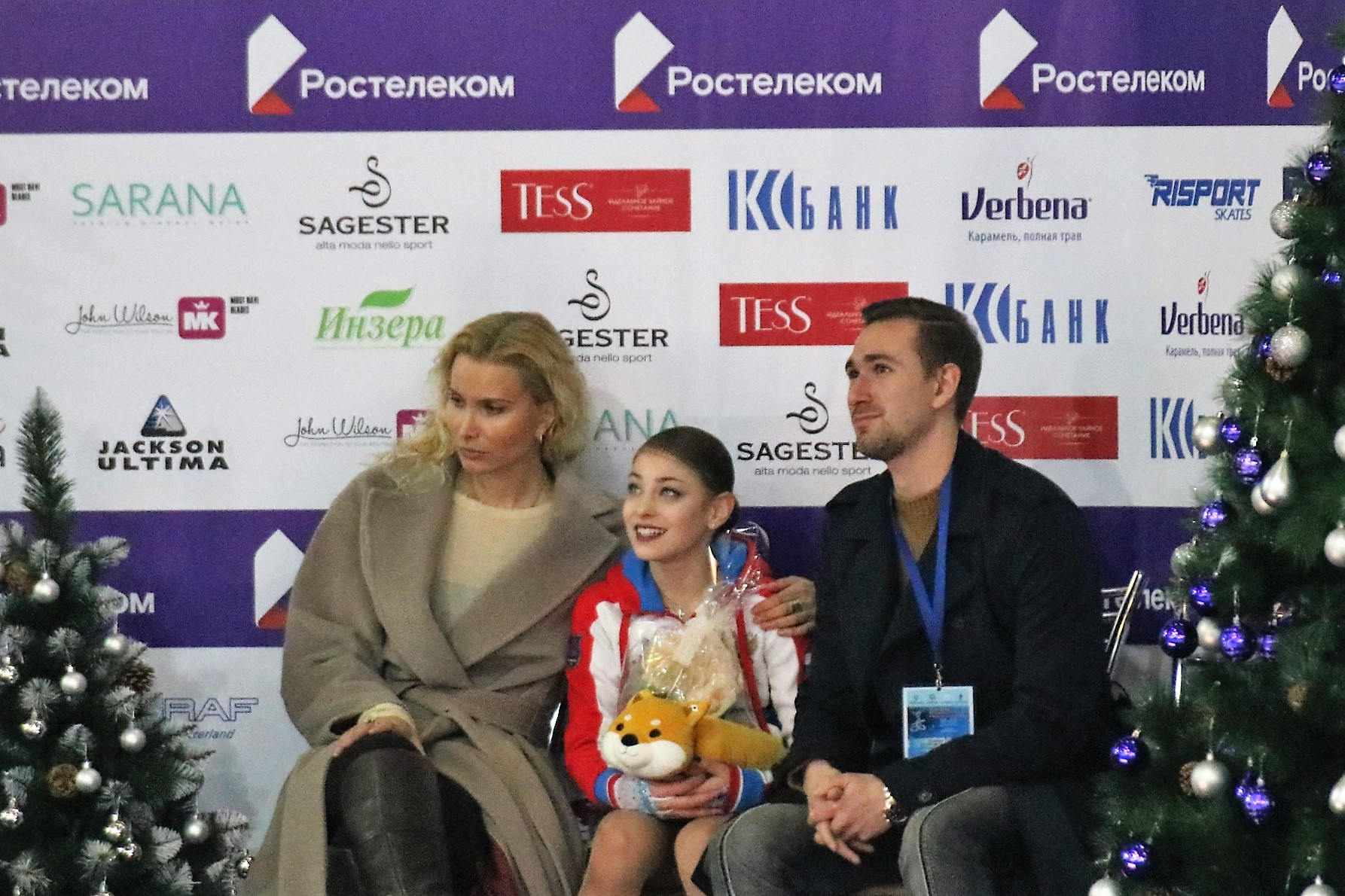
Tutberidze junto a Aliona Kostornaya y Daniil Gleichenhaus.

Los alumnos de la categoría Sénior de Tutberidze son: Alina Zaguítova, campeona del Grand Prix Júnior de 2016-17, medallista de oro del Campeonato Mundial Júnior de 2017, campeona olímpica en Pyeongchang 2018 y campeona del mundo 2019; Elizabet Tursynbáyeva, subcampeona del mundo 2019; el patinador de Georgia Moris Kvitelashvili; Anna Shcherbakova, campeona nacional de Rusia 2019, medallista de plata del Campeonato Mundial Júnior de 2019; Aleksandra Trúsova, Campeona Mundial Júnior 2018 y 2019 y Aliona Kostornaya, medallista de plata del Campeonato Mundial Júnior de 2018, campeona del Grand Prix Júnior de 2018.
Los alumnos de la categoría júnior de la entrenadora son: Aliona Kánysheva, Kamila Valíeva y el joven Alekséi Yerójov. Otros estudiantes de Tutberidze han sido: Yevguéniya Medvédeva, ganadora del Campeonato de Europa y del mundo en 2016 y 2017, y subcampeona olímpica en Pyeonchang 2018; Yúliya Lipnítskaya, Polina Tsúrskaya, Polina Korobéynikova, Polina Shélepen medallista de plata del Grand Prix Júnior, Serafima Sajanóvich, medallista de plata del Campeonato Mundial Júnior de 2015; Adián Pitkéiev, medallista de plata del Campeonato Mundial Júnior de 2014, Serguéi Vóronov, medallista de plata del Campeonato de Europa de 2014. Daria Panenkova y Anastasía Tarakánova también han dejado en grupo de Tutberidze.

## Premios y reconocimientos
Tiene en su poder dos de las distinciones más importantes de Rusia, por sus logros como entrenadora, la Orden al Mérito por la Patria y la Orden de Honor.